# Justin Warfield
Justin Warfield, né le 20 avril 1973, est un musicien et rappeur américain, d'origines russe et roumaine. Il est membre du duo de dark wave She Wants Revenge. En 1993, il publie un album de hip-hop intitulé My Field Trip to Planet 9, qui fait participer Prince Paul et QDIII à la production. Son dernier album, Black Hesh Cult Mixtape, est publié en juillet 2013.

## Biographie
Justin Warfield commence sa carrière avec le rap et publie son premier album My Field Trip to Planet 9 en 1993. Il change ensuite de style avec son deuxième album, The Justin Warfield Supernaut (1995), au son rock psychédélique. Entre les deux, il assure le chant sur le single Bug Powder Dust (1994) de Bomb the Bass. Sous le nom de One Inch Punch, il compose ensuite un morceau de rap pour le film Roméo + Juliette et publie l'album Tao of the One Inch Punch (1996). Il collabore ensuite avec Placebo sur l'album Black Market Music (2000) en chantant sur le titre Spite and Malice.
En 2005, il crée le groupe de dark wave She Wants Revenge avec Adam Bravin. Le duo sort trois albums avant d'annoncer en 2012 qu'il se mettait en pause pour une durée indéterminée.

## Vie privée
Warfield est marié à Stefanie King.